# Frank Duff
Pour les articles homonymes, voir Duff.
Frank Duff (1889 - 1980) est un militant catholique irlandais qui fonda la Légion de Marie. La cause pour sa béatification est en cours.

## Biographie
Né à Dublin, en Irlande, le 7 juin 1889, il est l'aîné de sept enfants d'une famille catholique aisée.
En 1913, il se joint à la Société de Saint Vincent de Paul et est profondément influencé par son esprit. Il en vient peu à peu à avoir un grand amour des pauvres et des défavorisés dans lesquels, comme en tous ceux qu'il rencontre, il reconnaît et honore le Christ.
En 1916, il publie sa première brochure, Un saint, moi? Pourquoi pas? Il y exprime les plus fortes convictions de sa vie : tous sont appelés à la sainteté, et la foi catholique donne tous les moyens nécessaires.
En 1917, il découvre le Traité de la Vraie Dévotion à la Sainte Vierge de saint Louis-Marie Grignion de Montfort qui change toute sa vie.
Le 7 septembre 1921, il fonde la Légion de Marie, organisation apostolique de laïcs au service de l'Église, sous une direction ecclésiale. Son double objectif est le développement spirituel de ses membres et l'avancement du règne du Christ par Marie. 
La Légion se compose de membres actifs et auxiliaires (priants) et s'étend dans le monde entier.
En 1965, le pape Paul VI l'invite à prendre part au Concile Vatican II en tant qu'observateur laïc, ce qui est une marque de reconnaissance pour l'énorme travail de la Légion de Marie dans l'apostolat des laïcs.
Il meurt le 7 novembre 1980 et est enterré au cimetière Glasnevin, à Dublin.

## Béatification
Sa cause de béatification est ouverte en juillet 1996 par l'archevêque de Dublin, Mgr Desmond Connell.